# Nick Tauber
Nick Tauber est un producteur de musique britannique connu pour son travail avec entre autres les groupes Thin Lizzy, Toyah et Marillion entre les années 1970 et les années 1980. Depuis les années 1990, il a également collaboré avec de nombreux autres groupes moins connu, tels que Kowloon, Nine Miles Wide, Freak, The Conerstones, Blush, ou encore The Revenge.

## Albums produits
Liste des albums les plus importants produits par Nick Tauber.
- Thin Lizzy - Shades of a Blue Orphanage (1972)
- Thin Lizzy - Vagabonds of the Western World (1973)
- Slaughter & The Dogs - Do It Dog Style (1978)
- Thin Lizzy - The Continuing Saga of the Ageing Orphans (1979)
- Toyah - Toyah! Toyah! Toyah! (1980)
- Toyah - Anthem (1981)
- Toyah - Warrior Rock: Toyah on Tour (1982)
- Stiff Little Fingers, Now Then... (1982)
- Marillion - Script for a Jester's Tear (1983)
- Toyah - Love Is the Law (1983)
- Marillion - Fugazi (1984)
- Spear of Destiny - One Eyed Jacks (1984)
- The Armoury Show - Castles in Spain (single) (1985)
- UFO - Misdemeanor (1986)
- Venom - Calm Before the Storm (1987)
- Venom - Prime Evil(1989)
- The Band of Holy Joy - Manic, Magic, Majestic (1989)